# 원나라의 이슬람교
13세기 중국에 원 왕조라는 몽골계 황조가 세워지면서, 중국 본토 내에는 이슬람 교도 즉 무슬림이 대폭 늘어났다. 중국 대륙 본토에 체류하던 외국인들은 새로운 황조 정권의 계급 질서 아래서 이른바 높은 지위를 받았다.
또한. 한층 상승된 중국 과학의 진보나 수도(首都)인 대도(大都)의 설계 등, 이 시기 무슬림이 중국에 미치는 영향은 방대하였으며, 대체로 알려져 있지 않다.
참고로, 14세기 중국 내 무슬림의 전체 인구는 400만 명으로 추산된다.

## 역사

### 중국 내 이슬람의 성장

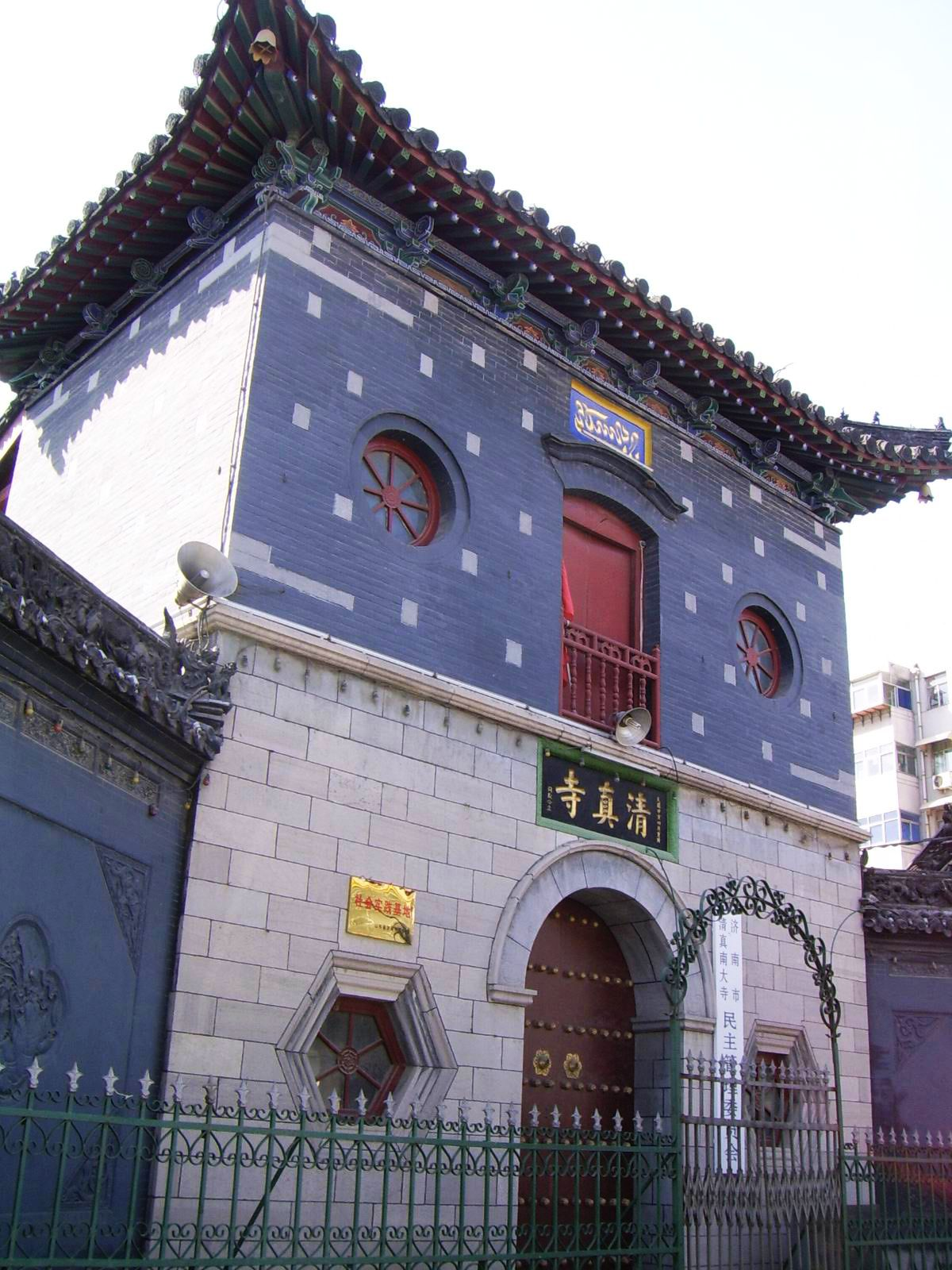
중국 산동 지역에 세워진 제남청진남대사(济南清真南大寺). 테무르 칸(원 성종) 시절에 완공되었다.

중국 대륙에 자리를 잡은 원 왕조는 중앙아시아 및 서부 지역의 다른 칸국들과는 달리 이슬람으로 개종하지 않았지만, 원 왕조의 통치자들은 무슬림 뿐 아니라 유대인, 기독교인(네스토리우스파), 한족(한인), 거란족, 여진족과 같은 동서 아시아의 모든 종교권에 속한 외국인들의 지위를 상승시켰고, 이슬람을 믿는 페르시아인과 아랍인, 유대인, 네스토리우스파 기독교도, 티베트 불교(토번 라마 불교)도 등을 비롯한, 많은 외국인들을 제국의 요직에 배치하였다. 중국 본토의 유학자 대신 중서부 아시아 지역 출신으로 불교를 믿는 투르판 위구르인들이 고위직에 올랐다. 아랍계, 페르시아계, 투르크(튀르키예)계 주민들의 중국으로의 이민이, 이 기간 동안 가속화되었으며, 원 왕조는 무슬림들의 중국으로의 이민을 장려했다. 원의 황제들은 페르시아 지역의 통치를 도울 수십만 명의 무슬림들을 데리고 왔다. 많은 사람들이 엘리트 계층으로써 제국 각지의 장관으로써 일했으며, 원 왕조에서는 그들을 색목인(色目人)이라고 불렀다.
원 제국 왕조의 영토는, 쿠빌라이 칸(원 세조)의 재위 기간 동안 12개 구에 각각 총독과 부총독을 두고 관리되었는데, 이란의 역사학자로 《집사》(集史)의 저자로 유명한 라시드웃딘 하마다니에 따르면, 이들 가운데 3분의 2(12명 가운데 8명)가 무슬림이었으며, 나머지 지역에서도 무슬림들이 부총독을 맡고 있었다고 한다.
당시 원 왕조의 역사 기록에서 1만 명 이상의 무슬림의 이름을 확인할 수 있다. 원 말기의 한문 자료에 나오는 이슬람 신자를 가리키는 표준 용어는 '회회'(回回)였으며, 이 단어는 고려에도 수용되어 무슬림들을 가리키는 용어로 사용되었다. 무슬림들은 원 왕조의 수도였던 지금의 베이징(北京) 중심부의 베이하이 공원 호수에 위치한 인공섬 경화도(琼华岛)를 설계하기도 한 인물인 예헤이디 에르딩(也黑迭兒丁, 아미르 알-딘)이라는 회회인이 그 지휘와 감독을 맡았다. 원 왕조 말기인 14세기에 중국의 이슬람교도의 총 인구는 400만 명에 달했다.

### 새로운 공동체
원 왕조는 주로 중국 동북토(만주 헤이룽장) 지역과 운남(윈난) 일대에 이슬람 공동체가 형성되는 경향을 보인다. 한족과 완전히 융합해야 했을 이들 공동체의 후손들은, 아무리 그럼에도 불구하고 그들 자신의 무슬림과 이슬람 문물 등으로써의 정체성을 보존하기 위해 애썼으며, 뚜렷한 자율성 경향을 보였다.

#### 원 왕조의 무슬림 박해와 이스파 반란
원 왕조는 말기에 이르러 반무슬림, 반색목인 법령을 통과시키고 색목인 무슬림에 대한 특권을 없애기 시작했다. 1340년 혼례시 이슬람 전통이 아닌 유교 예법을 따르도록 강요했고, 1329년 이슬람교도를 포함한 모든 외국 성직자들에 대해 기존에 주어졌던 비과세 혜택이 폐지되었으며, 1328년에는 중국내의 무슬림 지도자인 카디가 폐지되었다(카디의 권한은 이미 1311년부터 제한되고 있었다). 이러한 일련의 정책은 14세기 중반에 이슬람교도들이 몽골의 지배에 반기를 들고 반란 세력에 가입하도록 하는 동인이 되었다. 1357년부터 1367년까지 이시박시 무슬림으로 이루어진 페르시아 수비대는 강남의 천주(泉州)와 남부 복건성에서 원 왕조에 대해 반란을 일으켰다(이스파 병란). 병란의 지도자는 페르시아 상인 아미르 앗딘(阿迷里丁)과 사이프 앗딘(賽甫丁)이었다. 그러다 페르시아인 관료인 요우나가 1362년 아미르 앗딘과 사이프 앗딘을 모두 암살하고 자신이 반군 세력을 장악했다. 이슬람 반군은 북쪽으로 치고 올라가려 했고 지금의 흥화(興化) 일부 지역을 점령했으나 복주에서 두 차례 패배해 점령에 실패했다. 1367년 복주에서 온 친원파 중앙군 세력은 이슬람 반군 장교인 진지가 야우나를 등지고 망명한 것을 계기로 이슬람 반군을 물리칠 수 있었다.
해양 무역에 종사하고 있었던 천주 지역의 무슬림 상인들은 정치와 무역 활동을 아울러 경영하며 그들의 가문을 풍요롭게 했다. 역사학자들은 원 왕조 말기에 일어난 이슬람교도와 색목인들이 누리던 부(富)에 대한 한족의 격렬한 반발을 어쩔 수 없는 것으로 보고 있는데, 반무슬림과 반색목인법은 이미 원 조정에 의해 통과된 뒤였다. 1340년 모든 결혼은 유교적 규칙을 따라야 했고, 1329년 무슬림들을 포함한 모든 외국인 성직자와 성직자들은 더 이상 면세 혜택을 누리지 못했으며, 1328년 카디는 1311년부터 그 권한이 제한되기 시작하다 아예 폐지되었다. 이로 인해 무슬림들 사이에 반몽골(반원) 정서가 생겨 14세기 중엽의 일부 반몽골 반군이 무슬림들과 함께 가담하게 되었다. 천주는 1357년, 복건성과 천주 남부에서는 1357년부터 1367년에 걸쳐 몽골군에 반란을 일으켜, 당시 이스파(ispah)라 불리던 페르시아인 수병을 지휘하면서 1357년 아미르 앗딘과 사이프 앗딘의 지배를 받게 되었다. 이들은 복주와 흥화를 차지하기 위해 5년간 원 조정에 맞서 싸웠다. 사이프 앗딘과 아미르 앗딘 모두 1362년 야우나라는 또 다른 무슬림들에 의해 살해되었으며, 이들은 원 왕조의 진압군에 패할 때까지 5년 동안 천주 지역과 이스파 수비대를 장악했다.

#### 원 왕조의 무슬림 학살
중국의 역사학자 천다성은 기존의 이슬람 분파인 수니파-시아파 사이의 종파전쟁이 이스파 병란의 원인이 되었으며, 야우나는 순니파 무슬림, 아미르앗딘과 사이프 앗딘의 페르시아인 수병들은 중국 중부 지역에 거주하던 시아파 무슬림, 그리고 야우나를 등지고 원 왕조의 진압군에 가담한 진지는 시아파였다고 주장하였다. 천주에서 무슬림과 외국인, 페르시아 수병 세 집단의 많은 수의 인명이 학살당했으며, 많은 페르시아인들과 아랍 상인들이 배를 타고 해외로 도망쳤다. 중국 문화를 어느 정도 수용하고 있던 또 다른 소규모 집단은 백기(百崎), 진지(陳地), 녹부(鹿阜), 장포(漳浦) 등 해안 지대로 쫓겨 가거나, 영춘(永春)과 덕화(德化) 등의 산악 지대로 피신하거나, 그리고 천주의 청진사(모스크)로 피신하기도 했다. 이 과도기에서 살아남은 무슬림 가족의 족보는 오늘날 반란 시대를 증언하는 중요한 자료가 되고 있다. 영산 이씨(荣山李氏)는 원-명 교체기 병란 속에서 살아남은 무슬림 생존자 가운데 한 명의 후손으로, 병란 당시 상인으로 물건을 운반하던 그들의 조상은 자신의 개인 상점을 이용해 굶주린 자들을 먹이고, 그의 연줄을 동원해 안전을 유지하였다. 이스파 병란이 끝난 뒤에 명 왕조가 이곳을 접수한 것은 무슬림들의 오랜 디아스포라가 끝났음을 의미하였다. 페르시아 수비대가 만원이고 반란이 진압된 후 한족들은 모든 이슬람교도들을 학살하기 시작했다. 사흘 동안 문이 닫히고 학살이 벌어지는 동안, 한족에 비해 인종적으로 코가 큰 다수의 외국인이 억울하게 휘말려 목숨을 잃는 등 현지에 거주하고 있던 서방 계통의 민족들은 모두 전멸되었다. 학살당한 시신들은 모두 벌거벗겨진 채 그 얼굴을 서쪽으로 향하고 있었으며, 이들은 모두 고대 중국의 전통적인 형벌 방식인 오형(五刑)으로 처벌을 받은 뒤, 그 사체가 이슬람에서 부정한 짐승으로 간주되는 돼지 구유에 처박힌 채 사형에 처해졌다. 이는 과거 그들의 조상들이 남송 왕조 멸망 당시에 저질렀던 살인과 학살에 대한 복수였다. (“是役也，凡西域人尽歼之，胡发高鼻有误杀者，闭门行诛三日。”“凡蒲尸皆裸体，面西方……悉令具五刑而诛之，弃其哉于猪槽中。”)
80척의 상선을 지휘하던 포롄은 바레인 출신의 푸슈겐의 사위였다. 자말 알딘 이브라힘 티비는 페르시아인으로 섬에서 태어났고 1297년에서 1305년 사이에 중국에 사절로 파견된 아들을 낳았다. 와사프, 그리고 아랍의 역사가들은 자말이 인도와 중국과의 무역으로 부자가 되었다고 기록했다. 송 왕조 시절에 때 외국인과 송 상인(중국 한족)이 이익을 챙겼던 것과는 달리 후원 네트워크와 독점 체제는 원 왕조의 해상 무역을 통제했다. 1357년 중국 중부에 반란이 일어나 페르시아 상인 아미르 앗딘과 사이프 앗딘이 페르시아인 수병을 이끌고 천주를 점령한 사건은 국제 무역항으로서의 천주의 종말을 앞당긴 사건이었다. 통혼 관계를 통해 친척으로 엮여 있던 야우나 등의 다른 이슬람교도들에 대해 이들 두 사람은 암살당하였다. 천주에 있던 페르시아인 수병이 중심이 된 무슬림 반군들은 해상 무역과 약탈로 10년을 버텼다. 야우나와 그의 군대는 1366년 지방군에 포로로 잡혀 패배하고, 2년 뒤인 1368년 명 왕조가 천주를 점령했다. 명 왕조에서는 해상 무역이 극도로 규제되었다. 광저우, 영파, 천주 지역에 모두 해상 무역을 담당하는 사무소인 시박사가 위치해 있었지만 특정 지역에 국한됐다. 남해 무역은 더 이상 천주에서 허용되지 않았고 류큐와의 무역만이 허용되었다. 천주의 무슬림 공동체는 한족 백성들의 분풀이 표적이 됐다. 천주 거리에서는 한 무슬림 가족의 족보에 기록된 "코가 큰" 서양인과 이슬람교도들에 대한 광범위한 살육이 벌어졌다. 아시아의 국제 무역항으로서의 천주의 시대는 천주에서 상인 디아스포라로서의 무슬림들의 역할과 마찬가지로 막을 내렸다. 1368년과 1407년 명의 황제들이 이슬람을 용인하는 법을 제정하고 모스크에 공문을 넣으려 했음에도 불구하고 일부 이슬람교도들은 현지인들에게 핍박을 받아 바다나 육지로 도망쳤고 다른 이들은 천주 무슬림들의 족보에 묘사된 것처럼 최대한 숨어 지내려 했다. 카이(Qais)는 키쉬(Kish)의 섬이었고, 그들의 왕 자말 알-딘 이브라힘 빈 무함마드 알 티비는 중국, 인도와 무역을 하면서 잠시 호르무즈를 장악하고 막대한 부를 얻었다.
원 왕조에 의해 운남의 초대 다루가치(장관)로 임명된 세이이드 아잘 샴스 알딘 오마르(Sayyid Ajall Shams al-Din Omar)의 후손 중 하나인 진강 정씨(晋江丁氏)는 이스파 병란을 피해 천주 연안의 진장으로 달아난 유민이었다. 영산 이씨의 경우 자선 활동을 통해 살아남았지만, 이스파 병란에서 "군인들이 가옥을 불태우고, 뿔뿔이 흩어진 대가족들은 거의 살아남지 못했다"면서 "펄펄 끓는 가마솥"이라는 말로 병란에 휩싸인 천주를 묘사했다. 1368년 천주가 명 왕조의 지배를 받게 되어 이슬람교도들의 분위기는 진정되었다. 명의 영락제(永樂帝)는 천주 청진사(모스크) 같은 사원들에 대해 보호령을 내렸고, 이보다 앞서 명의 홍무제 역시 남옥 등 이슬람 출신 장군들의 도움으로 원과의 전쟁에서 승리할 수 있었기 때문에 그들에게 관용을 베풀었다. 명 왕조에서는 이슬람교도들이 중국식 성씨를 사용하지 않아도 된다는 내용의 일부 법률을 통과시켰다. 영산 이씨 가문과 같은 일부 무슬림 족보들은 유교 문화, 오데스와 역사 같은 고전을 가르치거나 이슬람의 가르침을 실천하는 것에 대한 당시 중국내 이슬람 사회 내부에서의 논쟁을 보여준다. 홍무제는 천주 지역 무슬림들의 삶에 가장 큰 영향을 끼치게 될 해금령을 통과시켰다. 그는 천주에서 공식적인 해상 무역을 류큐로 제한했고, 광주에서는 1370년 시박사를 완전히 없앤 후 1370년대와 1403-1474년대의 남해 무역을 독점할 예정이었다. 16세기 후반까지, 민간 무역은 금지되었다.
페르시아 수니파 이슬람교도였던 사이프 앗딘과 아미르 앗딘은 1357년 천주에서 원 왕조에 맞서 이스파 병란을 일으켜 복건성의 수도 복주로의 진출을 시도했다. 원 왕조의 장군 진우정은 천주 및 그 인근 지역에서 이슬람 반군을 격파하고 외국인 혈통을 가진 무슬림들을 학살했다. 이로 인해 많은 무슬림 외국인들은 대량학살을 피해 자바를 비롯한 동남아시아 각지로 도망쳤고, 그곳에서 이슬람을 퍼뜨렸다. 인도네시아 이스트 자바 주의 도시 그레시크(Gresik)는 중국 광동성에서부터 건너온 인물에 의해 통치되었으며, 14세기에 이곳에는 중국어로 '신촌'이라는 이름이 붙은, 중국으로부터 이주한 천 명의 중국인 가족이 있었다. 이는 15세기에 자바를 방문하기 위해 정화와 동행했던 마환에 의해 보고되었다. 마환은 또한 광동성이 자바로 이주한 많은 중국 이슬람교도들의 원래 거주지였다고 언급한다. 쿠쿠(진분)은 중국인이라고 했다. 대부분의 이슬람교도들이 중국으로부터 건너온 것처럼, 인도네시아의 전설적인 이슬람 성인(聖人) 왈리 산가(Wali Sanga)의 한 명인 수난 기리(Sunan Giri)는 순니파의 지파인 하나피(Hanafi)였다고 서양의 학자 스탬포드 라플레스(Stamford Raffles)는 주장하였다. 이븐 바투타는 이스파 병란이 일어나기 전에 1357년 천주의 대규모 다민족 이슬람 공동체를 방문했었다.
1366년 몽골인들은 천주의 순니파 무슬림들을 학살하고 반란을 종식시켰다. 원 왕조의 폭력적인 진압 이후로 1368년 명 제국 왕조가 새 황조로써 성립될 때까지 무슬림들에 대한 살육이 되풀이로써 반복되었다. 천주가 지니고 있던의 교역항으로써의 역할은 순니파 이슬람교도들이 천주를 떠나 동남아시아로 도망치면서 끝났다. 천주에서 탈출해 살아남은 무슬림들은 마닐라 만, 브루나이, 수마트라, 자바, 참파 등으로 이주해 교역을 지속했다. 정화의 역사학자 마환은 수마트라의 바루스, 말레이 반도의 트렝가누, 브루나이, 자바 등의 항해에서 중국을 떠나온 이들 무슬림 무역상들의 존재에 주목했다. 자바 일대에 이슬람을 퍼뜨린 성인으로 추앙받는 아홉 명의 왈리 상가는 중국식 이름을 가지고 있었으며, 1368년경 천주에서 탈출한 이슬람교도들을 중국어로 말하는 것에서 유래되었다. 1964년 수마트라 무슬림 기술자인 만가라다자 팔린둔간(Magaradja Parlindungan)이 이에 대한 글을 쓰기도 했는데, 이후 수하르토 정권이 이에 대해 언급하는 것을 금지했다.

## 이슬람이 남긴 영향

### 과학
이슬람 과학자들은 원 제국에서 달력 제작과 천문학에 대해 연구하게 되었다. 쿠빌라이 칸은 천문대와 천문 연구 기관을 건설하기 위해 이란인들을 대도로 데려왔다. 자말 알딘(Jamal ad-Din)은 페르시아의 천문학자로, 쿠빌라이 칸에게 일곱 가지 페르시아 천문 관측 기구를 선물하기도 하였다. 이슬람 지리학자들의 작품도 원 왕조 시절에 중국에 이르렀으며, 이후 명 왕조에서 동아시아에서 가장 오래된 세계지도인 대명혼일도(大明混一圖)에 서역 일대의 지도를 그리는 데에 이들 저작이 사용되었다. 이 대명헌일도는 조선의 혼일강리역대국도지도의 작성에도 영향을 주었다.
특히 해부학, 약리학, 안과 등에서 이슬람 의사와 아랍어 의학 서적이 이 시기에 중국에서 유통되었다. 알코올 중독과 통풍으로 고생하고 있던 쿠빌라이 칸은 이슬람 의사들에게 높은 지위를 부여했다. 중동의 새로운 약초 종자와 화학 공식은 의료 행위를 자극했으며, 중국 전통의 약재, 그리고 약에 대한 연구에서 새로운 관심을 끌고 그 출판을 위해 도입되었다. 이슬람권에서 소개된 의학서적 중 하나는 아비케나(이븐 시나)의 《의학전범》이었는데, 이 중 상당수는 쿠빌라이 칸에게 기용된 시리아인 네스토리우스파 기독교도 통역관이자 과학자였던 이사 타르자만(Isa Tarjaman) 밑에서 중국어로 번역되어 회회약방(回回藥方)으로 편입되었다.

### 군사

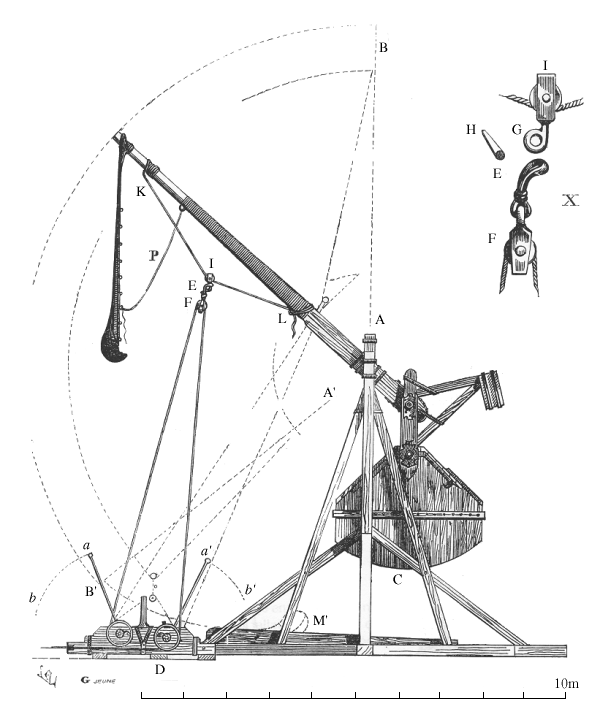
이슬람식 트레뷰셋 투석기의 얼개. 트레뷰셋 투석기는 원에서 회회포라 불리며, 남송의 번성과 양양의 성벽을 부수는데 중요한 역할을 하였다.

몽골인들은 새로운 공성 무기과 그 기술을 적극적으로 채택했다. 쿠빌라이는 공성 무기 기술자인 이스마일(亦思馬因), 알 알딘(阿老瓦丁)을 함께 데려와서 회회포(回回砲)라 불리는 트레뷰셋 투석기를 제작하였으며, 이는 남송과의 전투인 양양성 공방전에서도 사용되었다.

### 경제
몽골인들은 페르시아인, 아랍인, 불교도 위구르인 행정관을 세무와 금융을 담당하는 관리로 삼았다. 이슬람교도들은 원 왕조 초기에 대부분의 중국 법인을 주도했지만, 중국인들이 주식을 사들임에 따라, 대부분의 법인들은 혼합 회원권을 얻거나 심지어 중국인의 소유권을 완전히 갖게 되었다.

### 대도의 설계
이슬람 건축가 아미르 알딘은 한족의 건축을 배우고 이를 통해 원의 수도 대도의 건설을 설계하고 이끌었다. 튀르크인들에게 칸발리크(Khanbaliq) 또는 칸발리(Khanbaligh)로 알려져 있으며 훗날 명 왕조의 수도 북경이 될 대도 성곽의 축성은 1264년에 시작되었고, 황궁은 1274년부터 뒤이어 축조되었다. 대도의 디자인은 중국의 《주례》(周禮) 고공기에 따라 '구경구위'(九經九緯), '전조후시'(前朝後市), '좌묘우사'(左廟右社) 등의 룰이 고려됐다는 것이다. 대도의 설계와 건축은 규모도 넓고, 계획과 실행에도 엄격했으며, 장비에도 완벽했다. 대도는 쿠빌라이 칸이 원 왕조를 선포한 1270년에 공식적으로 원 왕조의 수도가 되었지만, 그 도시의 몇몇 구역은 1293년까지 미처 완성되지 못한 곳도 있었다. 대도의 역할이 다한 것은 1368년으로 훗날 명 왕조의 태조가 될 홍무제가 원 왕조를 무너뜨리기 위해 이곳을 공격해 점령하고 원 왕조를 북쪽으로 몰아냈을 때였다. 원 왕조의 마지막 황제는 북쪽 상도(上都)로 달아났고, 주원장은 대도의 궁원을 헐고 한족의 새로운 왕조의 수립을 선언하였으며  도시의 이름도 북평(北平, 베이핑)으로 바뀌었다.

## 기타
대략 13세기와 14세기에 쓰여진 《동방견문록》의 저자로 유명한 베네치아의 마르코 폴로 역시 원 제국 황조 시대의 몽골인들이 윈난(운남)의 다루가치로 임명한 부하라의 사이드 아잘(Sayid Ajjal)의 아들 나스루딘(Nasaruddin)도 만났다.
또한 대략 13세기와 14세기에 원 황조와 몽골 제국에서도 이미 유명해진 설화집이자, 후일 19세기 중엽에 영국의 외교관 출신의 리처드 프랜시스 버턴 작가가 번역해 유명한 저서가 된 《천일야화(아라비안 나이트)》에는 중국을 배경으로 하는 여러 이야기들을 담고 있다. '카마르 알 자만 왕자와 브두르 공주'와 '사이프 엘 물루크 왕자 이야기'에는 모두 중국인 캐릭터나 관련 설정이 포함되어 있다.
14세기 중엽 중국에 거주하던 페르시아 무슬림 병사들이 주도한 이스파 병란이 남부 푸젠 지역(복건성)에서 일어났다. 반란이 진압된 후 천주에 살던 한족들이 색목인에게 등을 돌렸고, 이슬람교도들은 대규모 학살됨을 겪었다. 또한 천주라는 도시 역시 국제 교역을 선도하는 교역항으로써의 역할이 중단되었다.